# Dana Brožková
Dana Brožková, född 28 april 1981 i Rovensko pod Troskami är en tjeckisk orienterare som tävlar för Domnarvets GoIF. Hon är syster till Radka Brožková.
Danas främsta merit är guldet på långdistansen vid världsmästerskapen 2008. Hon har även vunnit junior-VM och student-VM.